# Doeldok

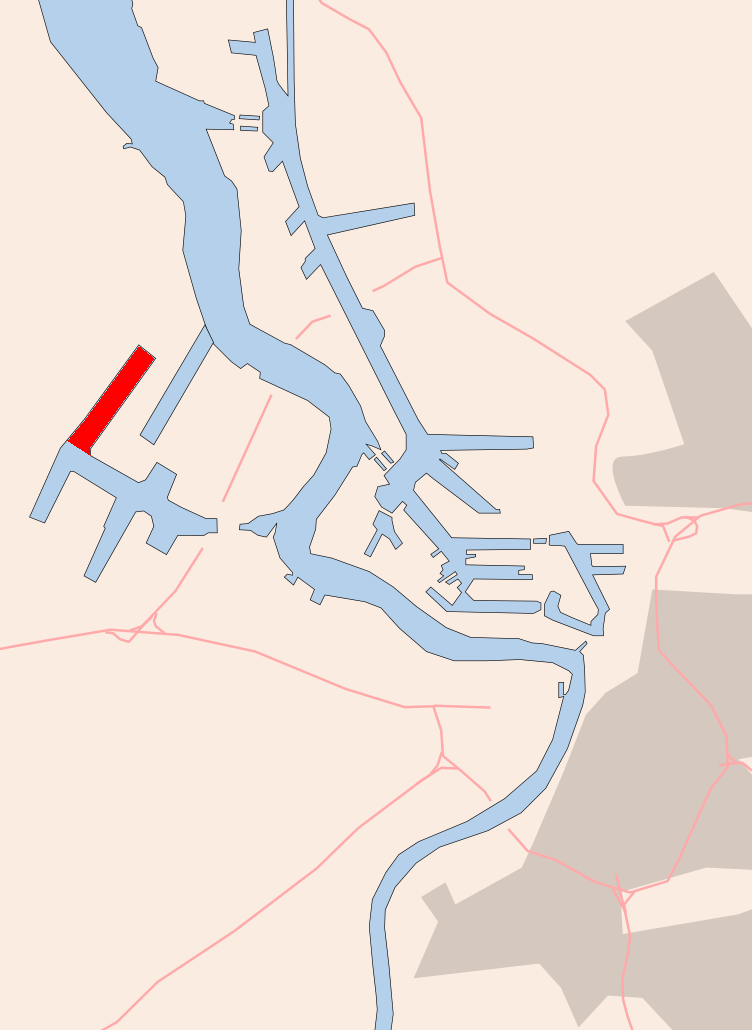
Locatie

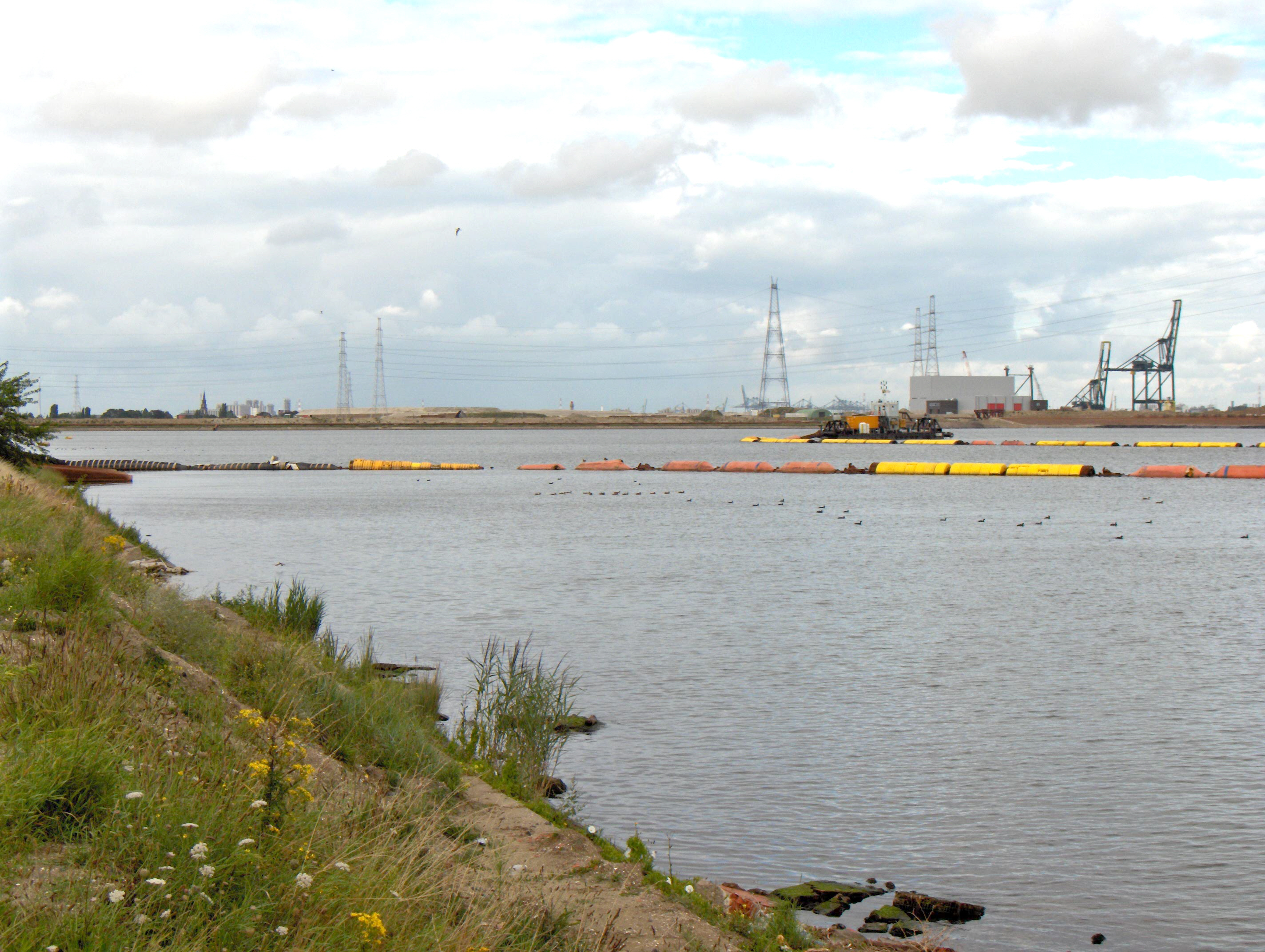
Doeldok, zicht vanaf de Hogendijk, noordwaarts (augustus 2005)

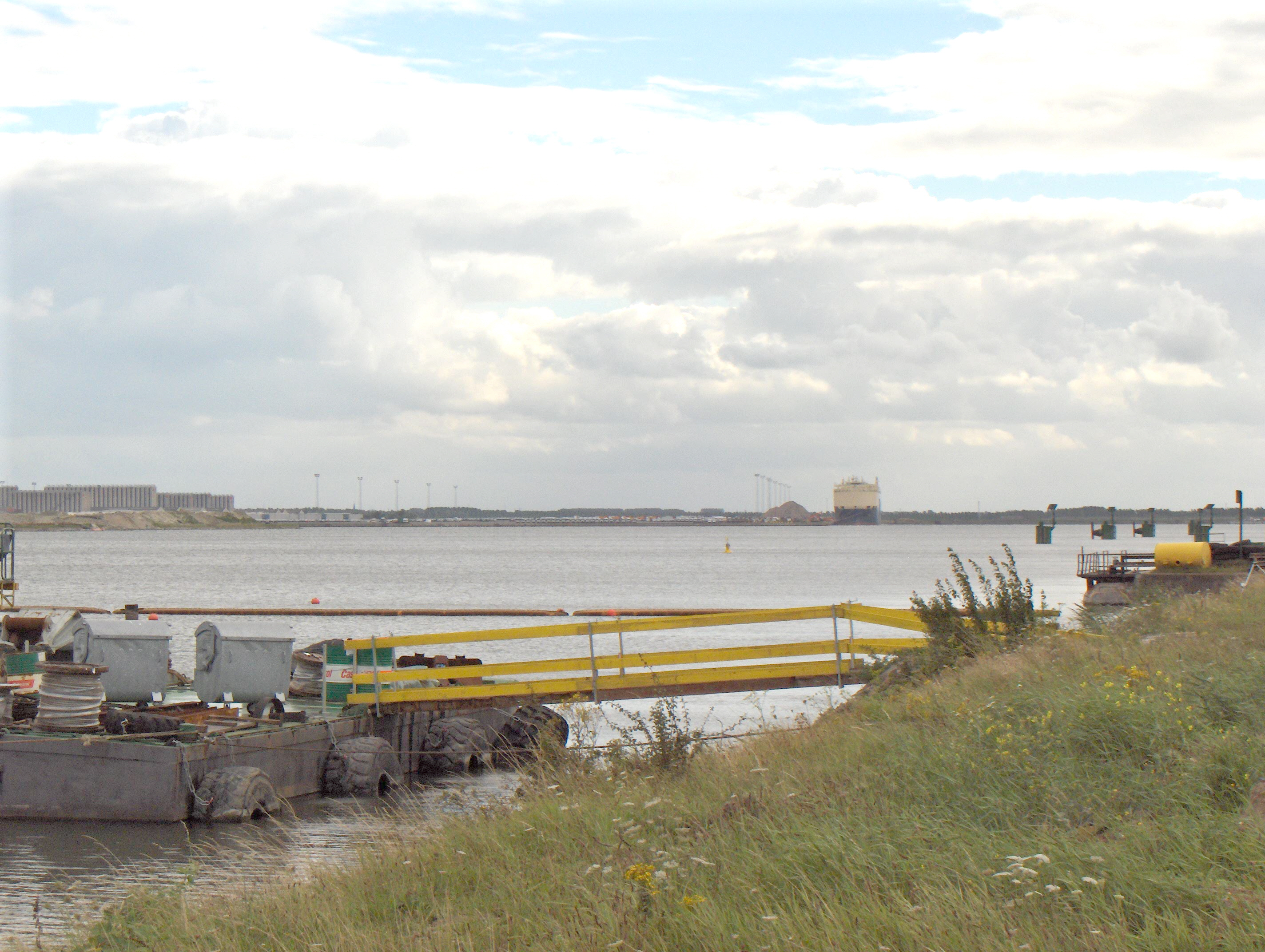
Doeldok, zicht vanaf de Hogendijk, zuidwaarts (augustus 2005)

Het Doeldok is een dok in de haven van Antwerpen op de Linkerscheldeoever, en vormt samen met het Vrasenedok, het Verrebroekdok, het Noordelijk Insteekdok, het Zuidelijk Insteekdok, het Waaslandkanaal en het recent in gebruik genomen Deurganckdok de Waaslandhaven.
De naam verwijst naar het oude polderdorp Doel dat ten noordoosten van het dok ligt. Het is gebouwd voor schepen tot 150.000 ton en is 500 meter breed en 14,50 meter diep. Oorspronkelijk was het dok 2.700 meter lang. Doch dit is sinds 2005 gehalveerd naar 1.340 m. Het staat via het Waaslandkanaal en de Kallosluis in verbinding met de Schelde.

## Geschiedenis
Het Doeldok maakt deel uit van de oorspronkelijke plannen uit het midden van de jaren zestig voor de uitbouw van de Antwerpse haven in de Scheldepolders op de linker Scheldeoever. Die plannen gingen uit van de aanleg van het Baalhoekkanaal, dat door het Verdronken Land van Saeftinghe (op Nederlands grondgebied) een verbinding met de Westerschelde zou leggen. Ze voorzagen een havenuitbreiding die heel het gebied tussen de snelweg E34, de lijn Verrebroek-Kieldrecht en de Nederlandse grens omvatte. Na de economische terugval in de jaren zeventig bleken deze uitbreidingsplannen op grove overschattingen van de groei te steunen. Na protest van de bewoners in het gebied werd de havenuitbreiding in 1978 beperkt tot het zuidelijke deel van de Scheldepolders, begrensd door de zogenaamde De Bondtlijn (genoemd naar Ferdinand De Bondt, destijds senator voor de CVP) die van west naar oost loopt, ten zuiden van Doel. Daarmee werd het Baalhoekkanaal voorlopig geschrapt. 
In 1998 zijn de plannen voor het Baalhoekkanaal (en het bijbehorende Kieldrechtdok) door de Vlaamse regering officieel opgegeven.
Bij het ontwerp van het Doeldok in de tweede helft van de jaren zeventig verwachtte men een spectaculaire groei van de petrochemische handel en het dok is ontworpen voor de overslag van petrochemische producten. Hiervoor heeft men schuin afhellende kaaimuren (in plaats van rechte kaaimuren) gebouwd, omdat overslag via pijpleidingen gepland was. Een gevolg hiervan is dat geen andere schepen in het dok kunnen aanmeren.

### Nutteloos werk
Het dok is aangelegd in de periode tussen 1975 en 1991. Nog voor de voltooiing werd duidelijk dat het dok onbruikbaar was omdat de expansie van de petrochemische bedrijvigheid in de Antwerpse haven zich niet bleek voort te zetten. De terreinen langsheen de oostelijke oever van het Doeldok bleven daarom leeg. Ook de terreinen ten noorden en ten westen van het dok bleven braak liggen maar dit had een andere oorzaak: namelijk de totstandkoming van het zoneringsplan 'gewestplan Sint-Niklaas - Lokeren' in 1978 dat de ontwikkeling van de Linkerscheldeoever ten noorden van de zogenaamde 'De Bondtlijn' opschortte.
Het Doeldok is dan ook nooit officieel ingehuldigd en komt ook niet voor in officiële voorstellingen van de haven en zijn toekomstplannen. De kosten voor de aanleg zijn moeilijk te ramen; bedragen die in de media genoemd worden variëren van 2 tot 7 miljard BEF (van ca. 50 tot 175 miljoen EUR).
Het is opmerkelijk dat het dok zo vroeg is aangelegd (met de aanleg van het Verrebroekdok, een onderdeel van hetzelfde havenplan uit de jaren zestig en 70, is pas in 1996 begonnen). Op een vraag in het Vlaams parlement van Vlaams volksvertegenwoordigster Nelly Maes antwoordde toenmalig minister van Openbare Werken Eddy Baldewijns in 1997 dat de aanleg zo vroeg gestart was omdat er elders in de haven behoefte was aan grondspecie voor de ophoging van industriegronden.
Door het feit dat het dok sinds de aanleg er eigenlijk ongebruikt bleef bijliggen werd het in de jaren 90 en 2000 tot een der grote nutteloze werken gerekend. Sinds het einde van de jaren 80 was het Doeldok informeel in gebruik voor waterrecreatie. Het water was van goede kwaliteit, zowel voor vissen als voor zwemmers. In 1997 werd in het dok het Vlaams kampioenschap triatlon voor junioren gehouden.

### Gedeeltelijke demping
In 1998 besliste de Vlaamse regering om het Deurganckdok aan te leggen, dat als getijdedok rechtstreeks op de Schelde aansluit. Om voor de overtollige grondspecie bij de graaf- en baggerwerken in het Deurganckdok een stortplaats te voorzien, werd in 1999 besloten om de noordelijke helft van het Doeldok te dempen. Een tweede overweging was het ruimtebeslag in de polders te verminderen.
Voor de gedeeltelijke demping van het Doeldok moest halfweg een dam opgetrokken worden, technisch een zeer complex werk omdat onder de bodem van het Doeldok vroeger al cellen gebouwd zijn waarin een laag van 10 meter weinig stabiel baggerslib is ondergebracht. De dwarsdam moest verhinderen dat een wolk van fijne zanddeeltjes zich over de hele Waaslandhaven verspreidde. De bouw van de dwarsdam in het dok die het te dempen gedeelte van het overige dok scheidt werd gebouwd in 2005. Sindsdien wordt de noordelijke helft van het dok geleidelijk aan gedempt. Dit had een kostprijs van 58 miljoen euro.
Door het dempen van een deel van het Doeldok verwacht men dat minder polders ondergespoten hoeven te worden.

### Volwaardig in gebruik
Het behouden gedeelte (1.340 meter van de vroegere 2.700 m) van het Doeldok is sinds 2004 volwaardig in gebruik als havendok.
In 2025 wordt dit dok gebruikt als parkeer locatie voor de 8 tunnelelementen van de zinktunnel van de Oosterweeltunnel. De elementen, komende van het bouwdok in de achterhaven van Zeebrugge worden in het Doeldok verder voorbereid voor de afzinkoperatie in de Schelde ter hoogte van het Sint-Annabos op Linkeroever.     
Op de Antwerpse rechteroever van de Schelde:
Albertdok · Amerikadok · Asiadok · Bevrijdingsdok · Bonapartedok · Churchilldok · Derde Havendok · Eerste Havendok · Graandok · Hansadok · Houtdok · Industriedok · Kanaaldok · 
Kattendijkdok · Kempisch dok · Kooldok · Leopolddok · Lobroekdok · Margueriedok · Marshalldok · Noordschippersdok · Petroleumdok · Sasdok · Schippersdok · Schuildok voor Lichters · Siberiadok · Steendok · Straatsburgdok · Suezdok · Tweede Havendok · Verbindingsdok · Vierde Havendok · Vijfde Havendok · Willemdok · Zesde Havendok · Zuiderdokken
Op de Oost-Vlaamse linkeroever van de Schelde:
Deurganckdok · Doeldok · Noordelijk Insteekdok · Saeftinghedok · Verrebroekdok · Vrasenedok · Waaslandkanaal · Zuidelijk Insteekdok